# Kašna na Horním náměstí v Opavě
Kašna na Horním náměstí v Opavě, nazývaná také kašna Koule nebo kašna Slunce, je kašna a socha na Horním náměstí ve čtvrti Opava-Město v Opavě v okrese Opava. Nachází se také v pohoří Opavská pahorkatina v Moravskoslezském kraji.

## Další informace
Kašna Koule vznikla v roce 1974 a jejím autorem je Ivo Klimeš. Koule s průměrem 2,3 m uprostřed kašny je uměleckým ztvárněním naší nejbližší hvězdy Slunce. Později byla inspirací k vytvoření opavského modelu sluneční soustavy v měřítku 1:626 576 000, která je tvořena 11 zastaveními na Planetární stezce v Opavě. V rámci různých společenských aktivit bývá kašna upravena nastavbami do jiných tvarů a převleků umělci z galerie Gottfrei. Kolem koule bývá v letní sezóně tryskající voda. Místo je celoročně volně přístupné.

## Galerie

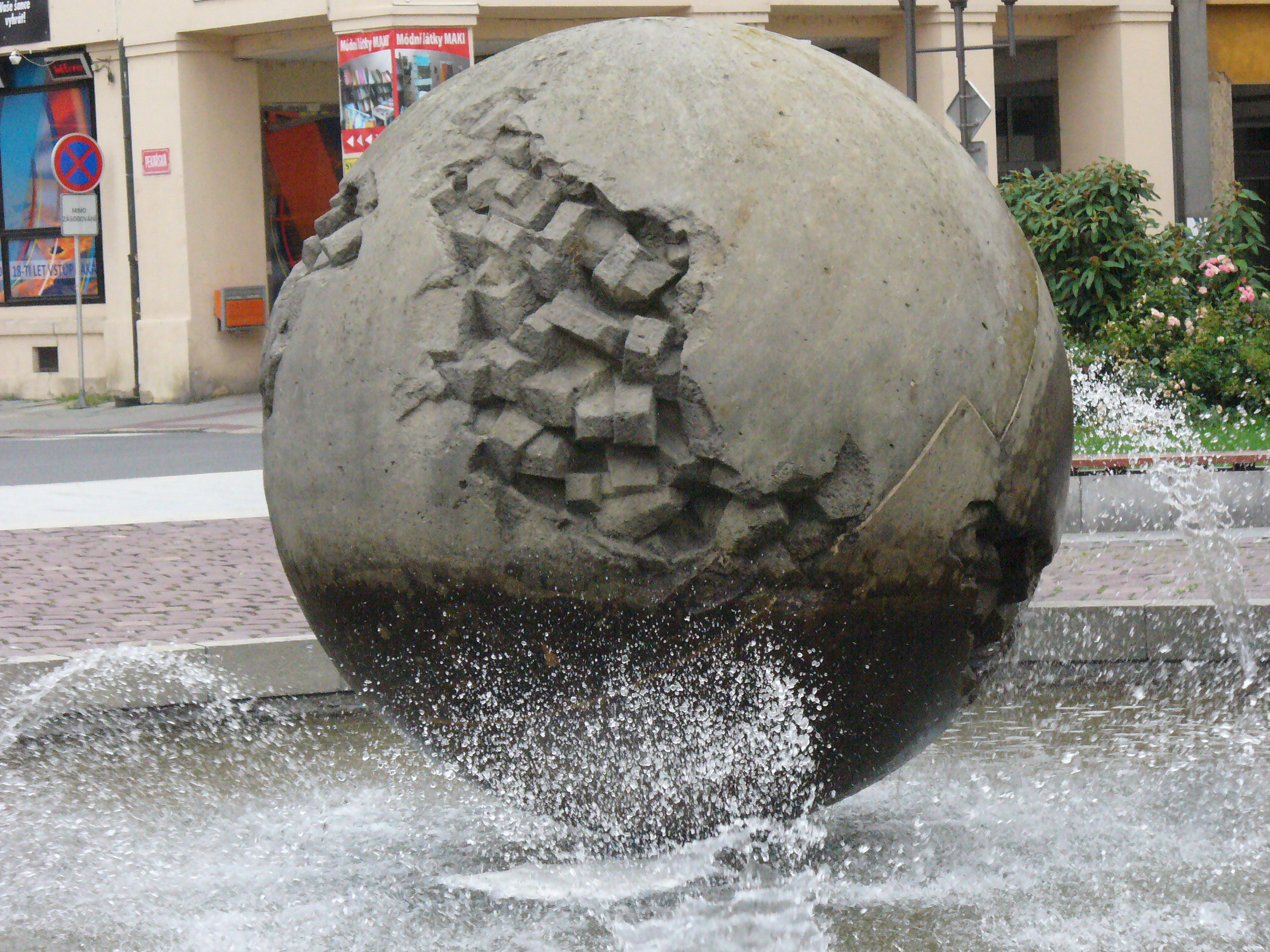
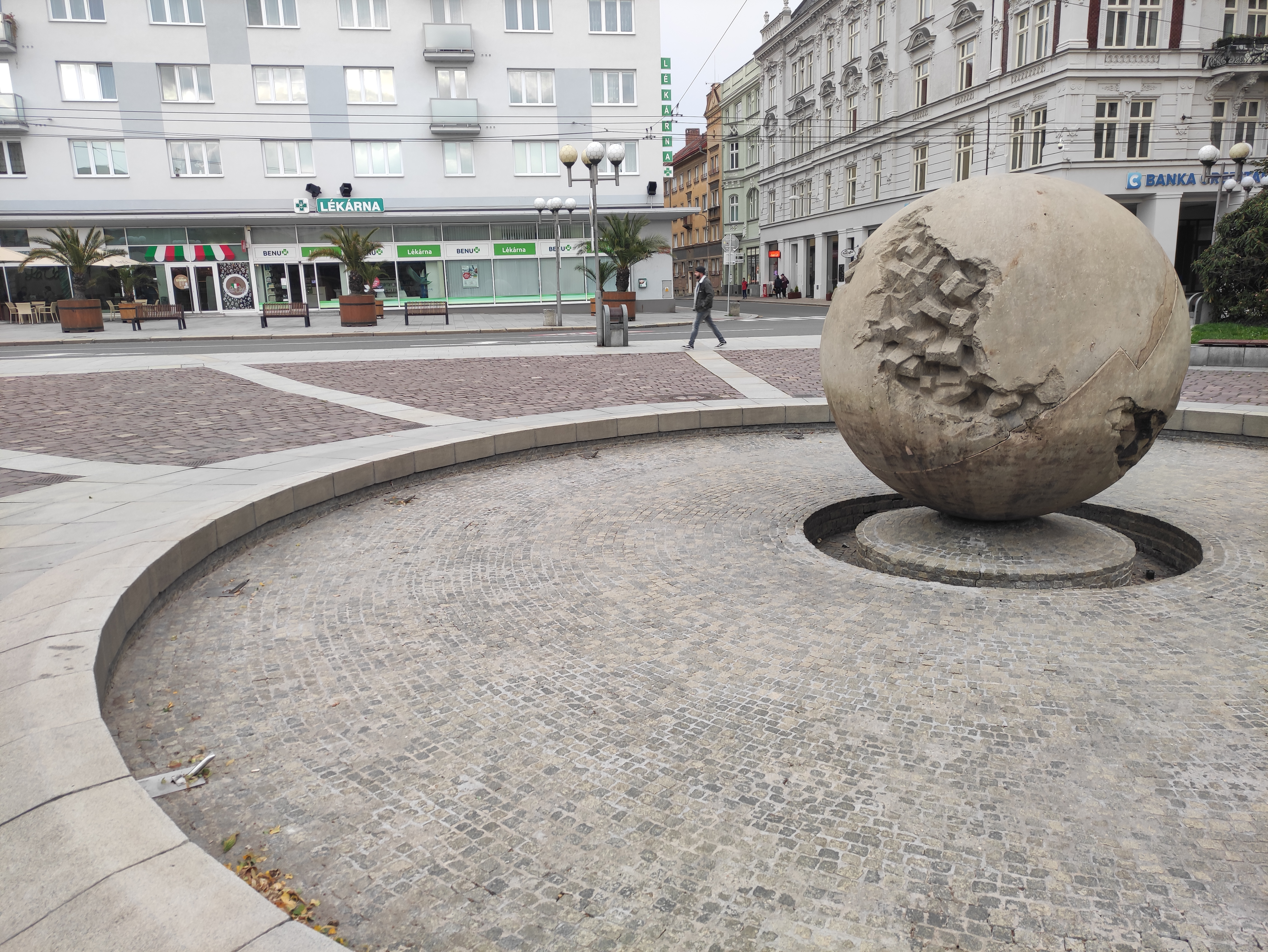
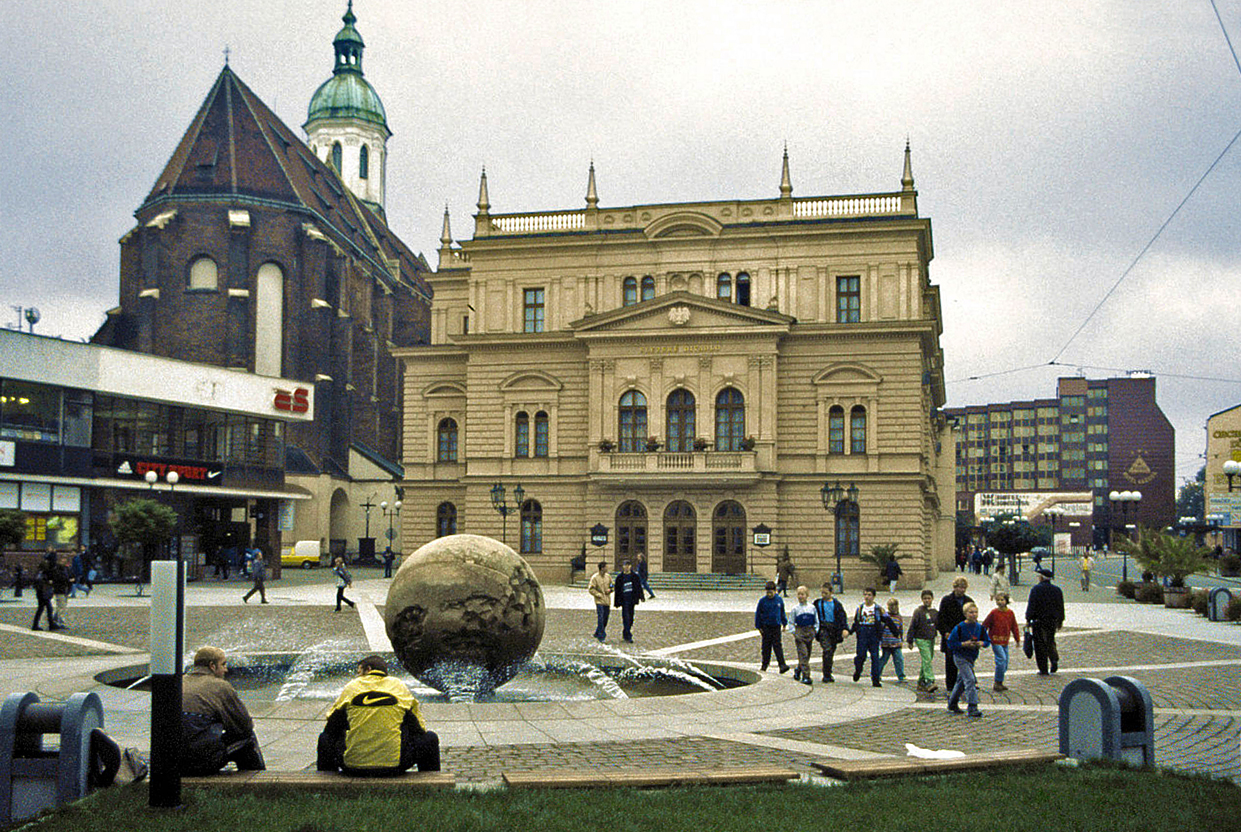